# Rameau méningé du nerf mandibulaire
Le rameau méningé du nerf mandibulaire est une branche du nerf mandibulaire qui innerve la dure-mère.

## Trajet
La branche méningée du nerf mandibulaire pénètre dans le crâne par le foramen épineux avec l'artère méningée moyenne.
Elle se divise en deux branches, une antérieure et une postérieure, qui accompagnent les principales divisions de l'artère méningée moyenne et innervent la dure-mère :
- La branche postérieure innerve la muqueuse des cellules mastoïdiennes.
- La branche antérieure communique avec le rameau méningé du nerf maxillaire.